# Tairua

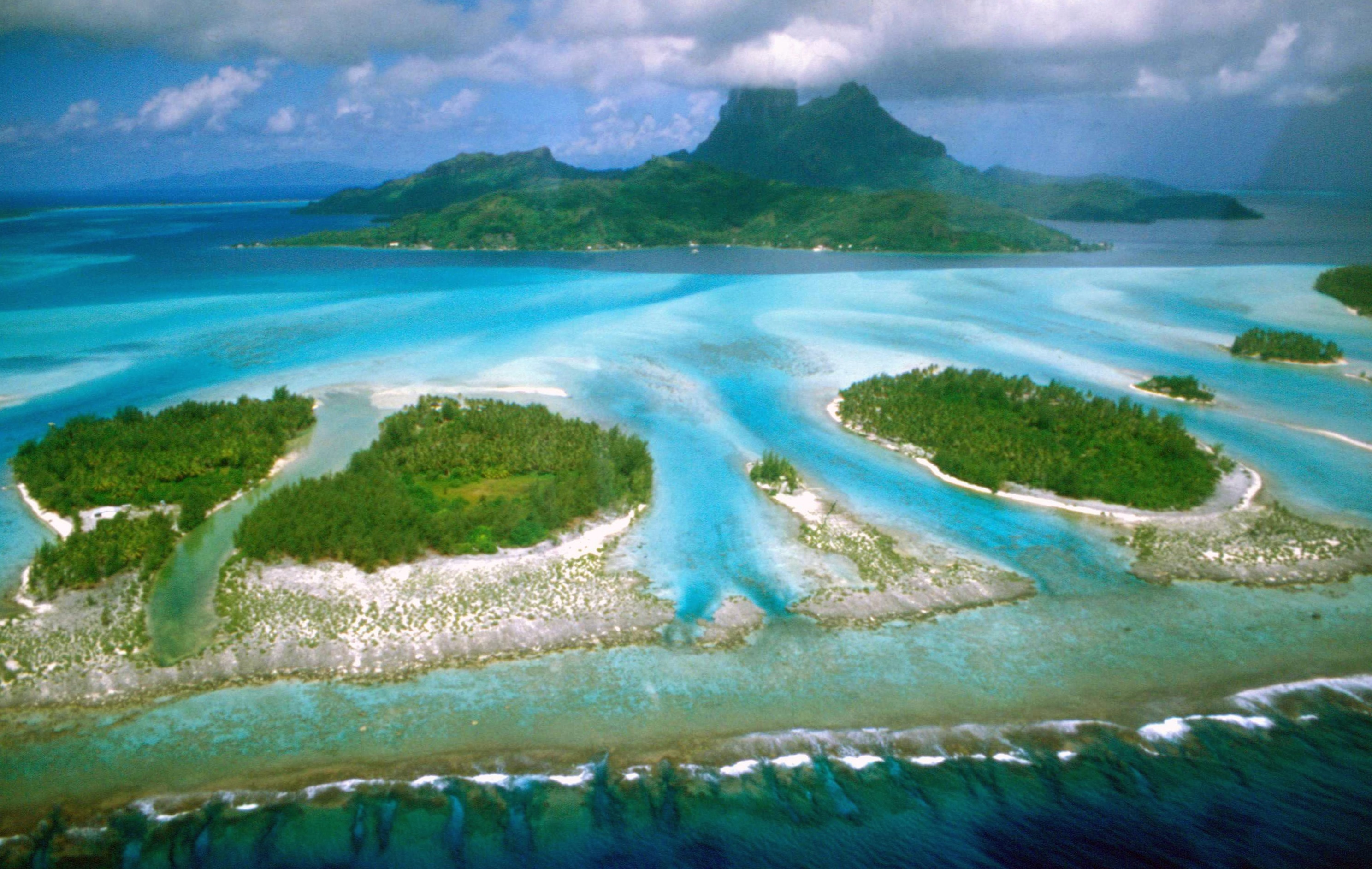
Tairua à Bora Bora, de couleur verte à gauche de la barrière corallienne, et hoa au centre et à droite, de couleur bleue.

Un tairua est défini comme un chenal de faible profondeur de communication très occasionnelle de l'eau de mer dans un lagon lors de submersions de la barrière du récif corallien d'un atoll. Situé le plus souvent entre deux motus, il se distingue des passes navigables (ava) et des chenaux intermittents (hoa).

## Description
Les tairuas ont principalement un rôle dans l'apport de matières organiques algaires (en raison de l'eutrophisation des bassins de rétention des eaux stagnantes, alimentées seulement lors de houles particulièrement importantes, où peuvent pousser également divers végétaux) et de sédiments (vase). Obturés naturellement côté lagon par des apports de sable et de graviers dus au ressac lagonaire (formant des flèches faisant parfois plusieurs centaines de mètres), ils participent occasionnellement à la communication entre l'océan et les eaux lagonaires uniquement lors de tempêtes ou de typhons. Ces déferlements se font alors par-dessus les platiers, dans les brèches formées au milieu des blocs coralliens, vidangeant les eaux de rétention.
Avec le temps et des conditions spécifiques de mouvements d'eau au sein d'un lagon, des hoas peuvent se fermer complètement avec l'accumulation de matériaux formant ainsi des tairuas. Dans les situations extrêmes, des lagons entiers peuvent de cette manière se refermer, sans plus la moindre communication régulière avec les eaux de l'océan – hormis via les tairuas les plus permissifs en période de tempête –, créant un milieu lagonaire hypersalin. C'est par exemple le cas de l'atoll de Taiaro dans les Tuamotu.